# 누가 동료 평가를 무서워하는가?
누가 동료 평가를 무서워하는가?(Who's Afraid of Peer Review?)는 유료 오픈 액세스 저널 간의 동료 평가에 대한 조사를 설명하는 과학 특파원 존 보하넌(John Bohannon)이 쓴 기사이다. 2013년 1월부터 8월 사이에 보하넌은 유료 오픈 액세스 출판사가 소유한 304개 저널에 가짜 과학 논문을 제출했다. 보하넌은 해당 논문이 "편집자와 동료 평가자에 의해 즉시 거부되어야 할 정도로 심각하고 명백한 과학적 결함을 가지고 설계되었지만" 저널의 60%가 이를 승인했다고 썼다. 기사 및 관련 데이터는 사이언스지 2013년 10월 4일호에 오픈 액세스로 게재되었다.

## 같이 보기
- 메타과학
- 약탈적 출판
- 소칼 사건
- 빌의 목록